# 1083 w literaturze
Wydarzenia literackie w 1083 roku.

## Urodzili się
- Qadi Ayyad, muzułmański historyk i kronikarz (zm. 1149)
- Anna Komnena, bizantyjska pisarka (zm. 1153)

## Zmarli
- Gaunilon, francuski teolog (ur. ok. 994)
- 'Alī ibn Mākūlā, muzułmański uczony i pisarz (ur. między 1030 a 1031)
- Zeng Gong, chiński historyk i pisarz (ur. 1019)